# Thomas Wayne
Thomas Wayne (* 22. Juli 1940 in Batesville, Mississippi, als Thomas Wayne Perkins; † 15. August 1971 in Memphis, Tennessee) war ein US-amerikanischer Rockabilly- und Pop-Sänger. Sein größter Hit war Tragedy.

## Leben

### Kindheit und Jugend
Thomas Waynes zwölf Jahre älterer Bruder war Luther Perkins, der Anfang der 1950er-Jahre nach Memphis zog und dort Johnny Cash kennenlernte und dessen Gitarrist wurde. Thomas Wayne besuchte die Humes High School in Memphis und gründete währenddessen mit seinen Mitschülerinnen Nancy Reed, Sandra Brown und Carol Moss ein Quartett.

### Karriere
Mit dieser Gruppe und dem jungen Gitarristen Chips Moman trat er auf Schulveranstaltungen auf. Als Zeitungsjunge kam er auch zu Scotty Moores Haus und sang ihm eines Tages vor. Moore war beeindruckt: „Thomas was my paper boy […]. But he always wanted to sing. So finally, we took Thomas and cut a couple of sides on him. He had a good voice.“ Zusammen mit Moore, Bill Black (Bass) und Jimmy Van Eaton (Schlagzeug) nahm Wayne You’re the One That Done It / This Time auf, das bei Fernwood Records veröffentlicht wurde. Die Platte zeigte gutes Airplay und würde im März 1958 von Mercury Records erneut veröffentlicht.
Für seine Waynes Single suchte Scotty Moore die Ballade Tragedy aus, die von Gerald Nelson Fred Burch geschrieben wurde. Wayne brachte die De-Lons mit und zusammen mit Musikern wie Joe Lee (Saxophon) wurde der Song im Hi Studio aufgenommen. Für ungefähr drei Monate passierte nichts mit der Single, bis ein Promoter aus Buffalo 60.000 Exemplare bestellte und Fernwood Wayne auf Tournee entlang der Ostküste schickte. Der Song wurde danach ein Hit, erreichte mit über einer Million verkauften Kopien Gold-Status, platzierte sich auf Platz fünf der Billboard Hot 100 und auf Platz 20 der R&B-Charts.
Wayne konnte seinen Erfolg jedoch nie wiederholen. Seine nächsten Singles bei Fernwood blieben erfolglos und 1961 erschien dort seine Platte. Nach jeweils einer Erscheinung bei Phillips International und Santo Records, ebenfalls in Memphis ansässig, gab Wayne letztlich seine Karriere als Musiker auf. „Thomas wasn’t the most handsome guy in the world; I thought maybe that was part of it“, erinnerte sich Moore später. Wayne arbeitete danach als Toningenieur für Moore mit Joe Simon und Ringo Starr in einem Studio in Nashville. Am 5. August 1968 starb sein Bruder Luther an den Folgen eines Brandes.
1971 starb Thomas Wayne bei einem Autounfall in Memphis.

## Diskografie
| Jahr | Titel                                    | Musiklabel         |
| ---- | ---------------------------------------- | ------------------ |
| 1958 | You’re the One That Done It / This Time  | Fernwood 106       |
| 1958 | You’re the One That Done It / This Time  | Mercury 71287X45   |
| 1958 | Tragedy / Saturday Night                 | Fernwood 109       |
| 1959 | Scandalizing My Name / Eternally         | Fernwood 111       |
| 1959 | You’re the One That Done It / This Time  | Mercury 71454X45   |
| 1959 | Gonna Be Waitin’ / Just Beyond           | Fernwood 113       |
| 1960 | Guilty of Love / Pancho Villa            | Fernwood 120       |
| 1960 | Girl Next Door / Because of You          | Fernwood 122       |
| 1961 | Tragedy / No More, No More               | Fernwood 128       |
| 1961 | Tragedy / No More, No More               | Capehart 5009      |
| 1962 | I’ve Got It Made / The Quiet Look        | Phillips Int. 3577 |
| 1964 | Stop the River / 8th Wonder of the World | Santo 9053         |